# De Havilland DH.72
Il de Havilland DH.72 fu un grande bombardiere biplano trimotore realizzato negli anni trenta dalla de Havilland come rimpiazzo per i Vickers Virginia; non raggiunse mai la produzione in serie.

## Storia
Per rimpiazzare i Vickers Virginia l'Air Ministry emise la direttiva B.22/27 con le specifiche per un bombardiere notturno e la de Havilland ottenne la commissione per un solo velivolo prototipo. Il DH.72 fu una versione ridotta del DH.66 Hercules, un biplano trimotore di linea, ma nonostante si partisse da un progetto ben testato e funzionante, la costruzione del prototipo richiese quasi tre anni di lavoro, in parte perché la commissione prevedeva ali in duralluminio e la de Havilland non possedeva nessuna esperienza su ali in metallo, e in parte perché il ministero voleva che l'artigliere fosse seduto nel muso del velivolo e questo comportava che il motore centrale dell'Hercules doveva essere spostato nell'ala superiore. Il mezzo fu completato dalla Gloster Aircraft Company, la quale possedeva un accordo con la de Havilland per la produzione di aerei militari. Il prototipo fu equipaggiato con tre propulsori Bristol Jupiter XFS radiali da 595 hp (444 kW) ciascuno.
La disposizione alare era identica al DH.66, ma l'apertura alare era più grande del 19,5% e le ali avevano tra campate invece di due; entrambe le ali erano fornite di alettoni. Per garantire massima libertà all'elica del motore centrale, l'ala superiore fu posta in una posizione più elevata rispetto alla fusoliera mentre l'ala inferiore fu montata lievemente più alta. I motori esterni furono montati sulla parte alta dell'ala inferiore e al di sotto di essi furono montate delle coppie di ruote facenti parte del grande carrello d'atterraggio e assicurate anche alla fusoliera; questa conformazione lasciava ampio spazio per montare le bombe. Diversamente dell'Hercules, il DH.72 ebbe una coda a monoplano ma conservò i timoni gemelli che erano bilanciati come gli alettoni; questi ultimi, inoltre, erano divisi in due e il mitragliere di coda sedeva tra essi. La fusoliera era piatta ai lati, con una porta appena dietro le ali e una cabina interna con un paio di finestre poste dietro le eliche. Il pilota sedeva in un abitacolo aperto, mentre il cannoniere era sotto di esso e alloggiato nel muso.
Il DH.72 volò la prima volta il 27 giugno del 1931 e raggiunse la Royal Aircraft Establishment a metà novembre prima di essere affidato al RAF Martlesham Heath per una serie completa di test e dove dovette confrontarsi con altri aerei antagonisti, tra cui il Boulton Paul P.32. Non giunsero mai ordini alla de Havilland e il mezzo non fu più sviluppato.